# Замятин, Иван Петрович
Ива́н Петро́вич Замя́тин (8 (21) июня 1913, д. Новосёлки, Тульская область — 3 декабря 2003, Москва) — советский лётчик военно-морской авиации, подполковник (1954). Военный лётчик 1-го класса (1950). Герой Советского Союза (1949).

## Биография
Родился 8 (21) июня 1913 года в деревне Новосёлки (ныне Кимовского района Тульской области).
Детство и юность провёл в Москве. В 1929 году окончил 7 классов школы, в 1932 году — товароведческую школу.
В армии с сентября 1935 года. В 1938 году окончил Ейское военно-морское авиационное училище. Служил в авиации ВМФ (в Амурской военной флотилии и на Тихоокеанском флоте). В 1944—1945 годах в составе специальной группы участвовал в перегонке из США в СССР самолётов, поставляемых в соответствии с заключёнными договорами.
Весной 1949 года участвовал в высокоширотной экспедиции «Север-4». В качестве командира самолёта Ли-2 совершил несколько десятков полётов для перевозки грузов и личного состава экспедиции. В апреле 1949 года возглавил спасение экипажа самолёта, потерпевшего аварию в районе Северного полюса, выполнив полёт на максимальную дальность своего Ли-2.
За мужество и героизм, проявленные в высокоширотной экспедиции, Указом Президиума Верховного Совета СССР от 6 декабря 1949 года капитану Замятину присвоено звание Героя Советского Союза с вручением ордена Ленина и медали «Золотая Звезда» (№ 7806).
После участия в высокоширотной экспедиции продолжал службу в 65-м отдельном транспортном полку: командовал звеном, был заместителем командира авиационной эскадрильи, в 1955—1957 годах командовал полком. В 1957—1959 — командир 277-й отдельной транспортной авиационной эскадрильи авиации ВМФ. Осуществлял перевозки командования Военно-морского Флота страны.

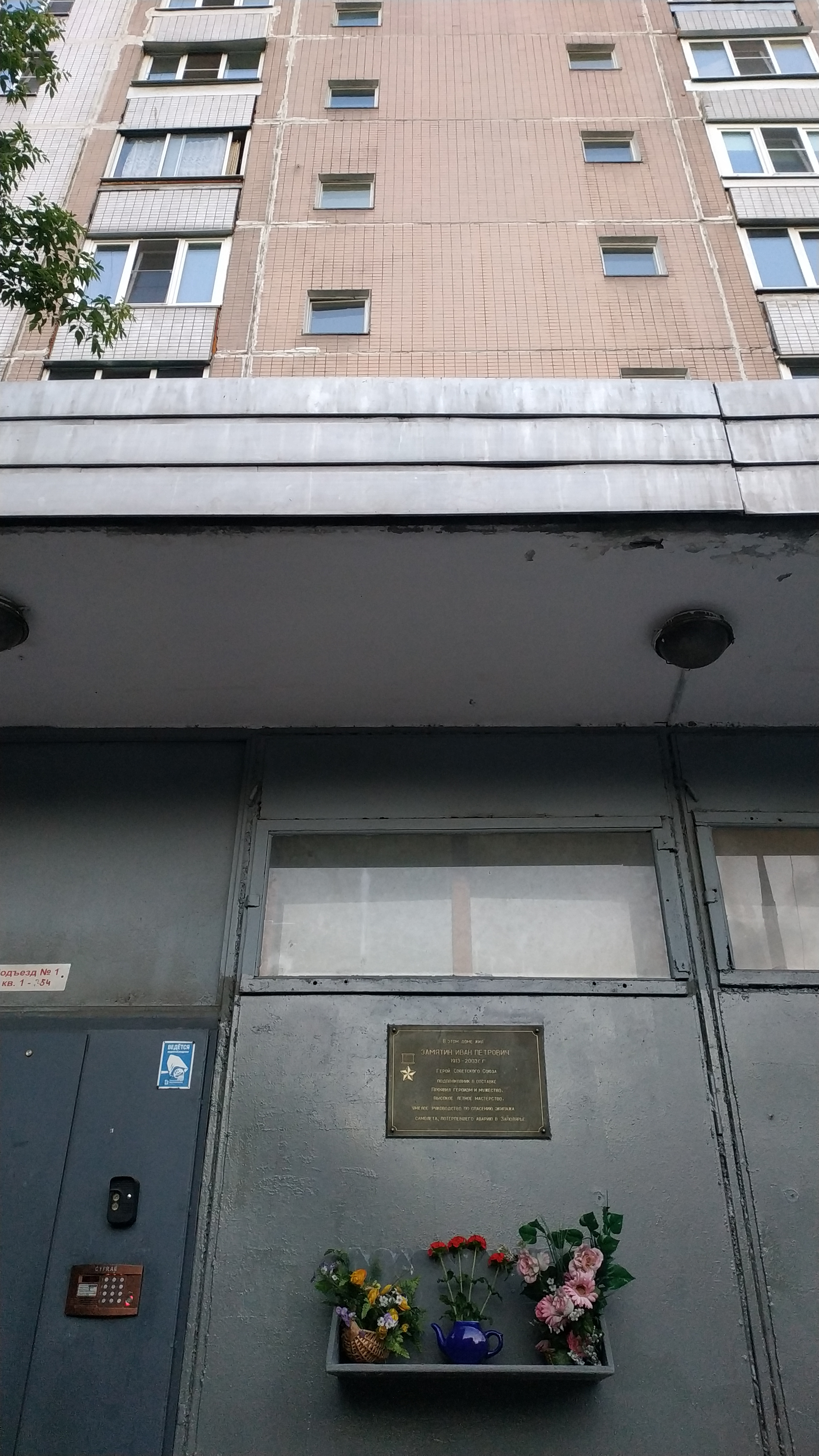
Мемориальная доска на доме

С августа 1959 года подполковник Замятин — в запасе. Работал руководителем полётов в Домодедовском аэропорту. 
Жил в Москве. Умер 3 декабря 2003 года. Похоронен на Преображенском кладбище в Москве (участок 12).
В честь Героя Советского Союза Ивана Петровича Замятина на его доме по адресу: 16-я Парковая улица, 16, корпус 3 была установлена мемориальная доска.

## Награды
- Медаль «Золотая Звезда»;
- два ордена Ленина (1945, 1949);
- три ордена Красного Знамени (1944, 1952, 1956);
- орден Отечественной войны 1-й степени (1985);
- орден Красной Звезды (1950);
- медали.